# Survivor Series (2016)
Cet article concerne l'édition 2016 du pay-per-view Survivor Series. Pour toutes les autres éditions, voir Survivor Series.
L'édition 2016 des Survivor Series est un Premium Live Event de catch (lutte professionnelle) produit par la World Wrestling Entertainment, une fédération de catch américaine qui est télédiffusée et visible en paiement à la séance sur le WWE Network, ainsi que gratuitement sur la chaîne de télévision française AB1. L'événement a eu lieu le 20 novembre 2016 au Air Canada Centre à Toronto (Ontario), au Canada. Il s'agit de la 16e édition des Survivor Series.

## Contexte
Les spectacles de la World Wrestling Entertainment (WWE) sont constitués de matchs aux résultats prédéterminés par les scénaristes de la WWE. Ces rencontres sont justifiées par des storylines – une rivalité avec un catcheur, la plupart du temps – ou par des qualifications survenues dans les shows de la WWE telles que Raw et SmackDown. Tous les catcheurs possèdent une gimmick, c'est-à-dire qu'ils incarnent un personnage gentil (Face) ou méchant (Heel), qui évolue au fil des rencontres. Un événement comme Survivor Series est donc un événement tournant pour les différentes storylines en cours,.

### Goldberg contre Brock Lesnar

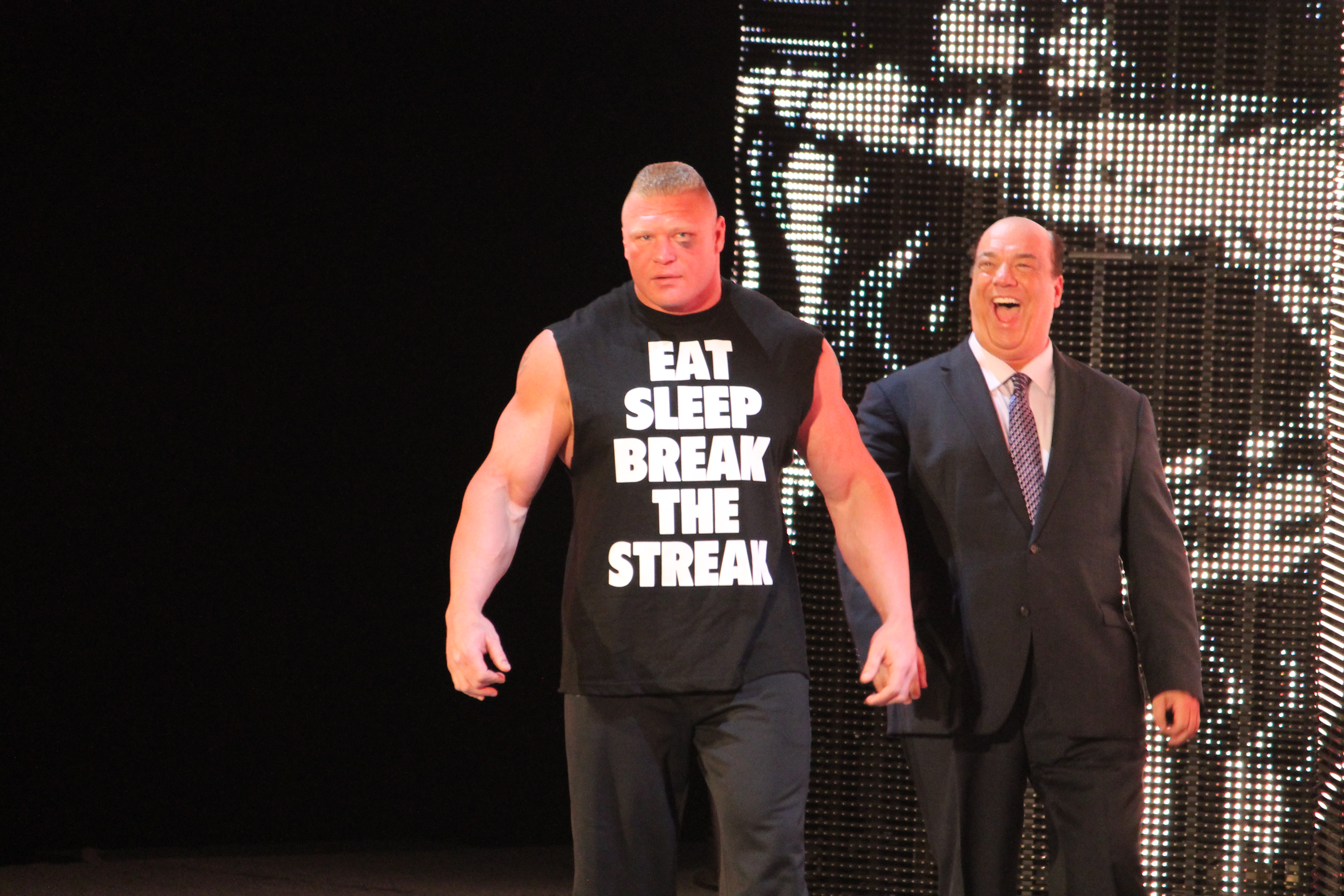
Brock Lesnar qui fera face à Goldberg dans un rematch de WrestleMania XX.

À WrestleMania XX en 2004, Goldberg bat Brock Lesnar dans leur premier et unique affrontement l'un contre l'autre. Après cet événement les deux catcheurs ont quitté la WWE. En 2012, Lesnar effectue son retour à la WWE. Goldberg n'ayant aucune intention de revenir à la WWE, démarre une relation de travail avec cette dernière en janvier 2016. Le 30 mai à Raw, il est révélé que Goldberg sera disponible comme bonus pour la précommande du jeu vidéo, WWE 2K17, sur la face duquel figure Brock Lesnar. Lors de l'événement WWE 2K en Allemagne se déroulant lors du SummerSlam, Goldberg défie Brock Lesnar dans un match. Le 3 octobre, Goldberg est apparu sur ESPN de SportsCenter avec Jonathan Coachman pour promouvoir son apparition dans WWE 2K17. Durant son apparition il annonce un éventuel retour à la WWE, et a déclaré qu'il voudrait faire face à Lesnar s'il devait effectuer un retour. Le 10 octobre à Raw, Paul Heyman, au nom de son client, défie Goldberg pour un combat face à Brock Lesnar car il est le seul à ne jamais avoir été battu par ce dernier. Ce match est un considéré comme rematch de leur combat à WrestleMania XX. Une semaine plus-tard à Raw, Goldberg effectue son retour après douze ans d'absence à la WWE sous les acclamations du public où il annonce qu'il accepte le défi lancé par Brock Lesnar.

## Tableau des matchs
| Ordre par numéros | Résultat | Stipulation(s) | Temps |
| --- | --- | --- | ----- |
| 1P | TJ Perkins, Rich Swann et Noam Dar battent Tony Nese, Drew Gulak et Ariya Daivari | 6-Man Tag Team match | 11:50 |
| 2P | Kane bat Luke Harper | Match simple | 09:10 |
| 3 | Team Raw (Charlotte Flair, Sasha Banks, Bayley, Nia Jax et Alicia Fox) (avec Dana Brooke) bat Team SmackDown (Becky Lynch, Alexa Bliss, Naomi, Carmella et Natalya) | Women's 5-on-5 Traditional Survivor Series Elimination Tag Team match                                                               | 17:30 |
| 4 | The Miz (c) (avec Maryse) bat Sami Zayn | Match simple pour le WWE Intercontinental Championship Si Sami Zayn gagne, la ceinture deviendra la propriété de Raw.               | 14:05 |
| 5 | Team Raw (The New Day (Big E et Kofi Kingston) (avec Xavier Woods), Enzo Amore et Big Cass, The Bar (Cesaro et Sheamus), The Club (Luke Gallows et Karl Anderson) et The Shining Stars (Primo et Epico)) bat Team SmackDown (Heath Slater et Rhyno, The Hype Bros (Mojo Rawley et Zack Ryder), American Alpha (Chad Gable et Jason Jordan), The Usos (Jimmy et Jey) et Breezango (Tyler Breeze et Fandango)) | Men's 10-on-10 Traditional Survivor Series Elimination Tag Team match                                                               | 18:55 |
| 6 | The Brian Kendrick (c) bat Kalisto par disqualification | Match simple pour le WWE Cruiserweight Championship Si Kalisto gagne, la division Cruiserweight sera transférée de Raw à SmackDown. | 12:25 |
| 7 | Team SmackDown (AJ Styles, Dean Ambrose, Shane McMahon, Bray Wyatt et Randy Orton) (avec James Ellsworth) bat Team Raw (Kevin Owens, Roman Reigns, Seth Rollins, Chris Jericho et Braun Strowman) | Men's 5-on-5 Traditional Survivor Series Elimination Tag Team match                                                                 | 52:55 |
| 8 | Goldberg bat Brock Lesnar (avec Paul Heyman) | Match simple | 1:26  |
| La lettre C placée entre parenthèses désigne la personne ou l’équipe championne en titre. P – indique que le match a eu lieu lors du pré-show | | |       |

### Traditional Survivor Series Elimination Tag Team Match #2
| Élimination # | Équipe                       | Team                         | Éliminé par                  | Manière                                                                           |                              |
| ------------- | ---------------------------- | ---------------------------- | ---------------------------- | --------------------------------------------------------------------------------- | ---------------------------- |
| 1             | Breezango                    | Team SmackDown               | The New Day                  | Tombé de Kofi Kingston sur Fandango après un Midnight Hour                        |                              |
| 2             | The New Day                  | Team Raw                     | The Usos                     | Tombé de Jimmy Uso sur Kingston après un Superkick                                |                              |
| 3             | The Hype Bros                | Team SmackDown               | The Club                     | Tombé de Luke Gallows sur Zack Ryder après un Magic Killer                        |                              |
| 4             | The Shining Stars            | Team Raw                     | American Alpha               | Tombé de Jason Jordan sur Primo après un Tech Fall                                |                              |
| 5             | American Alpha               | Team SmackDown               | The Club                     | Tombé de Karl Anderson sur Jason Jordan après un Magic Killer                     |                              |
| 6             | The Club                     | Team Raw                     | Heath Slater et Rhyno        | Tombé de Rhyno sur Gallows après un Gore                                          |                              |
| 7             | Heath Slater et Rhyno        | Team SmackDown               | Enzo et Big Cass             | Tombé de Enzo Amore sur Rhyno après un Bada Boom Shakalaka                        |                              |
| 8             | Enzo et Big Cass             | Team Raw                     | The Usos                     | Tombé de Jey Uso sur Enzo Amore après un Superkick et un Diving "Superfly" splash |                              |
| 9             | The Usos                     | Team SmackDown               | Cesaro et Sheamus            | Abandon de Jey Uso sur un Sharpshooter de Cesaro                                  |                              |
| Survivants :  | Cesaro et Sheamus (Team Raw) | Cesaro et Sheamus (Team Raw) | Cesaro et Sheamus (Team Raw) | Cesaro et Sheamus (Team Raw)                                                      | Cesaro et Sheamus (Team Raw) |

### Déroulement du Main Event
Pendant ce Main Event entre Brock Lesnar & Goldberg. Brock Lesnar fait son entrée en premier, ce dernier est managé par Paul Heyman suivant au Icone de faire son entrée après son entrée (Goldberg) les deux hommes se mettent face à face un Hall of Famer contre Une Légende L'icone contre La Bête. Après la sonnette, Lesnar porte Goldberg et le met directement dans le coin du ring mais Goldberg pousse Lesnar ce qui fait à Lesnar de tomber au centre du ring Lesnar n'a même pas le temps de se relever que Goldberg lui porte un Spear. Goldberg se met dans le coin mais ce dernier porte à nouveau un Spear à Lesnar. Goldberg prend Lesnar et le met au centre du ring et lui fait son célèbre Jackhammer l'arbitre fais le décompte mais Lesnar ne se dégage pas c'est-à-dire que l'Icone remporte ce match. c'est la seule superstar à battre Lesnar en quelque seconde se show se termine avec une célébration de Goldberg.